# 张一鲲
張一鯤（1533年—？年），字伯大，號見海，四川重慶府合州定遠縣人，明朝政治人物。

## 生平
由縣學生中式四川鄉試第十一名舉人，年三十九歲中式隆慶五年（1571年）辛未科會試第二百七十五名，第三甲第二百一十六名進士。礼部觀政，初授临潼县知县，调任石首县知县，萬曆五年七月考选南京江西道监察御史，十年十一月以病免职。十二年三月被丘橓論劾，禠職為民。著有《战国策校注》十卷，今江苏省图书馆尚存有其原刻本。
县邑城东江岸山顶有一圆石，名天印山，又名東山，之阳有九洞相连属，张一鲲读书其中，自号九洞居士。建亭于外，题曰小鲁，今废弃，张撰有《东山谣》、《东山小鲁亭记》，碑志犹存。

## 家族
曾祖張太初，八品散官；祖張守福；父張引，字升之，號縈河，贈文林郎南京江西道监察御史；母伍氏；繼母王氏。永感下，妻席氏，兄一鶚（八品散官），弟一鶴（歲貢生）。